# Sarabandes (Satie)
Vous lisez un « bon article » labellisé en 2024.
Pour les articles homonymes, voir Sarabande (homonymie).
Sarabandes est un recueil de trois pièces pour piano d'Erik Satie composées en 1887.
Elles sont parmi les premières œuvres du compositeur à avoir été publiées après le concert de la Société musicale indépendante donné en 1911 au cours duquel Maurice Ravel, dédicataire de la Deuxième Sarabande, a interprété la pièce. C'est notamment grâce à ce concert que la notoriété d'Erik Satie commence à s'installer dans le milieu musical parisien. La symbolique trinitaire des Sarabandes importe autant que leur côté railleur, voire « phonométrique », comme  le compositeur le dit de ses propres pièces, qui cherche à étudier le son pour ce qu'il est et non plus pour l'éventuel message dont il serait porteur.
Les Sarabandes s'inspirent pour une grande part du compositeur Emmanuel Chabrier. Bien que leur symbolique soit plus obscure et moins étudiée que celle des célèbres Gymnopédies, elles ont à leur tour influencé beaucoup de compositeurs comme Claude Debussy, qui écrira ainsi une Sarabande dans Pour le piano, ou encore Maurice Ravel, Francis Poulenc et Darius Milhaud.

## Composition
Datant d'une période au cours de laquelle Erik Satie délaisse la fréquentation de Notre-Dame de Paris pour celle des cabarets montmartrois, les trois Sarabandes sont composées en 1887. Plus précisément, les sarabandes sont achevées, pour la première et la deuxième en septembre 1887, la troisième est datée exactement du 18 septembre 1887. Les dédicaces sont, sur le manuscrit, à son frère Conrad Satie pour la première sarabande, et à Arthur Dodement pour la deuxième, cependant cette dédicace a été raturée puis remplacée par le nom de Jeanne de Bret, avant d'être finalement dédiée à Maurice Ravel. Cette dédicace est cependant postérieure à la création de la deuxième Sarabande par Maurice Ravel en janvier 1911.
Il s'agit d'une période de la vie d'Erik Satie complexe, où il quitte le cercle familial après une brève aventure amoureuse et s'établit alors dans une chambre de la rue Condorcet. Son ami Patrice Contamine de Latour rapporte une scène particulièrement étonnante montrant son combat contre ses démons intérieurs : « il reprit ses vêtements, les roula en boule, s'assit dessus, les traîna sur le plancher, les piétina, les aspergea de toutes sortes de liquides, jusqu'à les transformer en véritables loques. Il défonça son chapeau, creva ses chaussures, déchira sa cravate, cessa de soigner sa barbe et laissa pousser ses cheveux,. »
Erik Satie serait le premier compositeur à écrire des sarabandes hors du contexte propre à la danse ou à une suite de danse comme le faisaient les compositeurs baroques à l'exemple de Jean-Sébastien Bach ou Jean-Philippe Rameau. Cependant, le titre des Sarabandes figurant sur le manuscrit autographe a d'abord été  Sarabande vive, avant d'être changé par le compositeur. Il est à noter que la Sarabande de Claude Debussy est écrite peu après la rencontre entre Erik Satie et le compositeur, et peu de temps avant que Claude Debussy n'orchestre deux des Gymnopédies.

## Création et réception

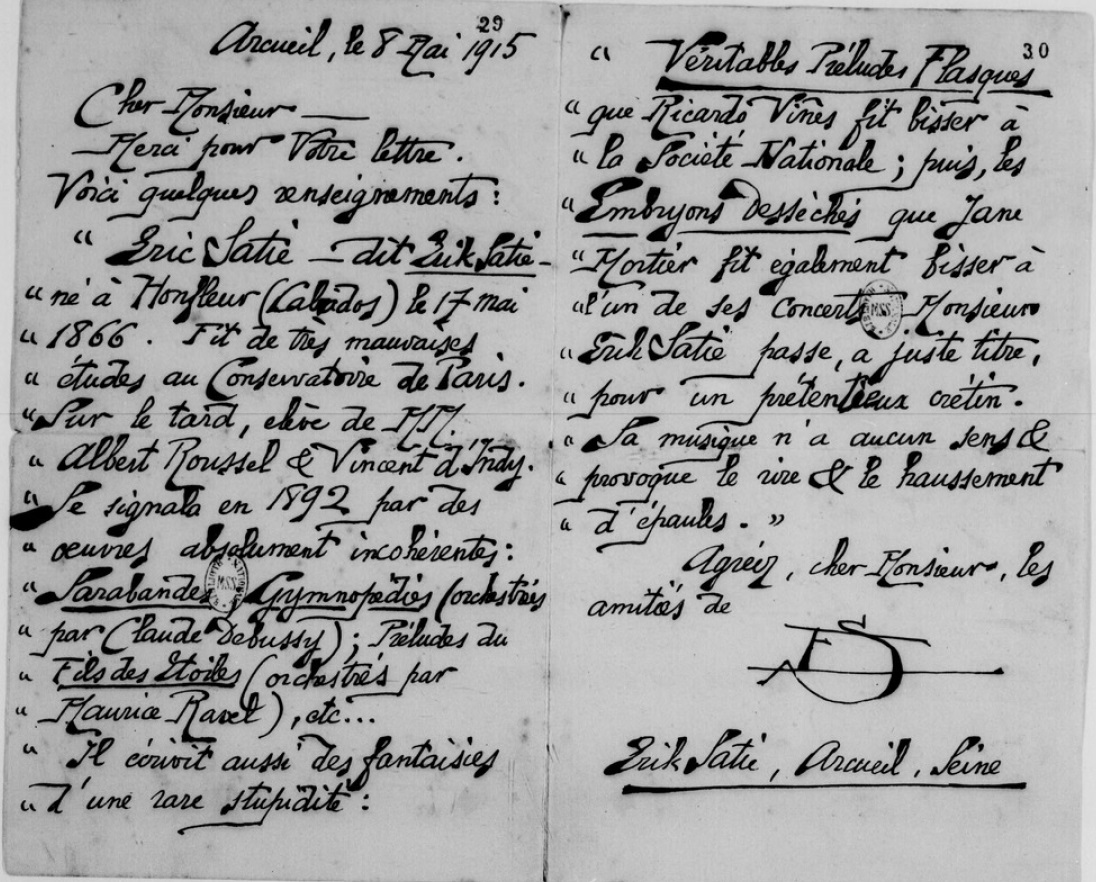
Lettre d'Erik Satie à Paul Viardot, où le compositeur aborde avec ses Sarabandes « des œuvres absolument incohérentes ».

La Deuxième Sarabande, dédiée à Maurice Ravel, est créée par ce dernier au piano le 16 janvier 1911 à la salle Gaveau au cours d'un concert de la Société musicale indépendante,. Ce concert voit aussi la création de la troisième des Gymnopédies et le prélude du Fils des étoiles, également joués par Mauricel Ravel, ainsi que les Trois morceaux en forme de poire, joués par Ricardo Viñes. Selon Ornella Volta, lorsque Maurice Ravel joue la Deuxième Sarabande, il met en avant les liens entre cette pièce et la Sarabande de Claude Debussy. De plus, s'il y a eu une influence d'Erik Satie sur Claude Debussy au travers de la Deuxième Sarabande et de Pour le piano, il n'y a cependant pas eu d'influence de Claude Debussy sur Erik Satie, et cela même malgré les efforts des debussystes et des antisatistes. À ce propos, Alessandro Simonetto rapporte le propos d'Octave Séré : « Signalons en outre – sans attacher à cela une trop grosse importance – le nom de M. Erik Satie, technicien maladroit mais subtil, auteur de sonorités neuves, parfois exquises, souvent bizarres, dont une Deuxième Sarabande composée en 1887 impressionna fortement M. Debussy lorsqu’il écrivit celle qui fait partie des trois pièces réunies sous le titre Pour le piano. »
Lors de ce concert, une note de programme, probablement écrite par Maurice Ravel, dit ceci :

« Erik Satie occupe dans l'histoire de l'art contemporain une place véritablement exceptionnelle. En marge de son époque, cet isolé a écrit jadis quelques courtes pages qui sont d'un génial précurseur. Ces œuvres, malheureusement peu nombreuses, surprennent par une prescience du vocabulaire moderniste et par le caractère quasi prophétique de certaines trouvailles harmoniques […]. M. Maurice Ravel, en exécutant aujourd'hui la Deuxième Sarabande qui porte la date stupéfiante de 1887, prouve en quelle estime les compositeurs les plus « avancés » tiennent le créateur qui parlait, voici déjà un quart de siècle, l'audacieux argot musical de demain,. »

Dans une lettre de 1892 à l'Académie des beaux-arts, Erik Satie présente les Sarabandes comme faisant partie d'un long catalogue en partie fictif lors d'une lettre-candidature pour briguer la place laissée vacante par la mort d'Ernest Guiraud. Parmi les autres pièces, il propose ainsi au catalogue les « Danses Romanes pour orchestre, Danses gothiques, Danses Byzantines, Gymnopédies trois suites d'orchestre, Sarabandes, Gnosiennes sept suites d'orchestre, Kharaseos un acte, Le Fils des Étoiles trois actes (représenté en 1892 au Théâtre de la Rose Croix), Le Nazaréen trois actes », catalogue fantaisiste où même les œuvres véritables sont détournées de leur réalité. Dans une autre lettre, de 1911 cette fois, à son frère Conrad, il explique la façon dont le concert a été organisé : après ses cours avec Vincent d'Indy, il compose à nouveau dans un style selon lui très contrapuntiste, mais ceux qu'il appelle « les Jeunes », à savoir les compositeurs modernes parmi lesquels Maurice Ravel, organisent un concert pour faire jouer les œuvres « de jeunesse » du compositeur, parmi lesquelles les Sarabandes et Le Fils des étoiles. Si certaines de ces œuvres n'ont jamais existé, Ornella Volta rapporte que Kharaseod  [sic] a été annoncé par l'Église Métropolitaine d'Art. Cette année-là, dans un article de Michel Dimitri Calvocoressi du no 103 (avril) de la revue Musica sur Erik Satie, ce dernier publie une version de la deuxième des Sarabandes, qui comprend cependant quelques erreurs. Cependant, dans une lettre adressée hypothétiquement à Robert Montfort et qui était aussi à l'honneur le jour du concert de janvier 1911, Maurice Ravel aurait joué la Deuxième Sarabande sur manuscrit, et il était prévu que seule la première soit publiée dans le numéro d'avril de la revue Musica, ce qui laisse penser que les première et deuxième Sarabandes ont été inversées. De plus, dans une lettre du compositeur à Jacques Lerolle, il précise que la version que ce dernier a publiée lui convient mieux que celle de la revue Musica.
En 1912, il écrit à Ricardo Viñes une lettre dans laquelle il précise qu'après que ce dernier a accepté la dédicace des Pièces froides, il lui a envoyé trois de ses œuvres : les Sarabandes, les Trois morceaux en forme de poire et son Habit de cheval.
En 1915, dans une lettre à Paul Viardot, Erik Satie écrit à son propos : « Se signala en 1892 par des oeuvres absolument incohérentes : Sarabandes, Gymnopédies (orchestrées par Claude Debussy), Préludes du Fils des étoiles (orchestrés par Maurice Ravel), etc. », ajoutant à cela qu'« il écrivit aussi des fantaisies d'une rare stupidité ». La même année, dans une seconde lettre, probablement à Paul Viardot encore, il met les Sarabandes en deuxième place de ses œuvres majeures, juste après ses Gymnopédies.
En 1918, une lettre de Jean Cocteau précise que le compositeur a fait envoyer à sa mère Parade et la Deuxième Sarabande, preuve du succès de cette sarabande.
Ornella Volta précise que le manuscrit des Sarabandes est conservé au département Musique de la Bibliothèque nationale de France sous la côte 14.457.

## Structure et analyse

### Vue globale du cahier
Les Sarabandes se révèlent, selon la musicologue Adélaïde de Place, « rigides dans leur écriture verticale, mais non monotones, [regorgeant] de suites d'accords aux enchaînements inattendus, presque prophétiques ». Ce terme de prophétie est aussi utilisé par Jean-Pierre Armengaud pour qualifier le caractère de ces trois œuvres. Pourtant, le biographe d'Erik Satie considère qu'il y a une double inspiration antinomique dans les Sarabandes autant que dans les Gymnopédies : d'un côté l'encanaillement du cabaret Le Chat noir, et de l'autre, l'ordre strict de la Rose-Croix. Selon lui, les Sarabandes sont le lieu de combats esthétiques ritualisés dont le compositeur est seul juge. Ornella Volta ajoute :

« toute la musique de Satie peut être dansée. Notre compositeur en était-il conscient ? On serait tenté de le croire dans la mesure où la plupart de ses œuvres pour piano portent des noms de danse, Valse-ballet ou Fantaisie-valse, Sarabandes et Gymnopédies, Danses gothiques et Danses de travers, Stand walk et Passacaille, Danse maigre et Danse cuirassée, Valse du chocolat aux amandes et Valses distinguées du précieux dégoûté, Valse du mystérieux baiser dans l'œil et Cancan grand-mondain, Premier menuet et Tango perpétuel. Une Danse pour un enterrement figure même dans ses carnets. »

Guy Sacre les rapproche des Ogives, avec ses « accords processionnels aux deux mains, dans une même immobilité », tout en soulignant leurs nombreuses différences : le rétablissement dans les sarabandes de la barre de mesure, l'usage de tonalités aux armures riches, les enchaînements de septièmes et neuvièmes, une diversité rythmique plus étendue. De ce fait, il considère qu'on « se sent quitter le sacré pour le profane » et constate que « la muse mélodique s'y dégourdit ». 
Vladimir Jankélévitch relève « la musique stagnante, stationnaire » des Sarabandes, exposée « aux redites et au style bègue quand elle abandonne le bénéfice du développement discursif tout en prétendant excéder la durée d'un instantané. Un même dessin chemine à travers plusieurs tons successifs, s'installe tour à tour sur tous les degrés : les Sarabandes qui, comme le Prélude de la porte héroïque du ciel, improvisent sur des neuvièmes de dominante dans toutes sortes de positions et d'éclairages, s'enchantent inlassablement de sa sonorité, jouent sans fin avec les résolutions inhabituelles ».
Jankélévitch identifie « je ne sais quelle morosité qui se traduit dans les redites et dans la monotonie de l'invention mélodique. L'homme de génie que fut Satie aurait-il eu, à l'occasion, le souffle court ? C'est ce qu'un auditeur frivole penserait peut-être en écoutant par exemple ces Sarabandes où la verve ne se déclenche pas, où le feu sacré ne prend pas, où la flamme de l'allumette s'éteint sans avoir vraiment brûlé : un amateur improvise au piano quelque chose comme une étude en neuvièmes, et la pièce se termine avant d'avoir commencé ».

La partition est publiée pour la première fois en 1911 par Rouart-Lerolle. En exergue, figure une citation du poète Patrice Contamine de Latour, ami de Satie : 

« Soudain s'ouvrit la nue et les maudits tombèrent

Hurlant et se heurtant en un lourd tourbillon ;

Et quand ils furent seuls dans la nuit sans rayon,

Ils se virent tout Noirs. Alors ils blasphémèrent. »

 Cependant, l'un des deux manuscrits autographes contient la citation non pas du compositeur mais bien de la main même du poète.
Jean-Pierre Armengaud commente notamment cette citation ainsi : pour lui, les maudits correspondent à la fois aux personnes dont « il a subi » l'enseignement au Conservatoire, mais aussi les critiques musicaux, ainsi que le milieu musical « prostré d'admiration pour la musique d'outre-Rhin ». Quant à la nue, elle ferait référence au cercle des rosicruciens, qu'Erik Satie intègrera, autant qu'au cercle du cabaret Le Chat noir où le compositeur y est pianiste.
Les Trois Sarabandes explorent aussi une certaine immobilité, dans une sorte de « vitrail musical », où les harmonies sont des accords de septième ou de neuvième, et dont les modulations surprenantes sont aptes à « exorciser les fantômes des Wagnériens en tout genre ». Ces danses, lentes au point d'être immobiles, font preuve d'une grande richesse harmonique à tel point que les thèmes ne sont quasiment pas exploités, et qui prévient les révolutions musicales du xxe siècle,.
Pour plusieurs musicologues, comme Roger Nichols et Vladimir Jankélévitch, si les Trois Sarabandes ont pu influencer celle de Claude Debussy dans Pour le piano, elles sont néanmoins redevables pour beaucoup à l'ouverture du Roi malgré lui d'Emmanuel Chabrier, qui a été créé à Paris en 1887,,. Lorsque Maurice Ravel a joué la deuxième sarabande, il a souligné lui-même la parenté entre cette sarabande et l'ouverture du Roi malgré lui. Cependant, Jean-Joël Barbier rappelle qu'il y a aussi La Sulamite d'Emmanuel Chabrier, créée en 1884, dont le début a aussi pu inspirer La Damoiselle élue de Claude Debussy tout autant qu'Erik Satie. Le musicologue souligne d'ailleurs que ce n'est pas de ne pas préparer ou de ne pas résoudre les accords de neuvièmes qui fait tout l'intérêt des Sarabandes, mais de systématiser à l'échelle d'une pièce entière ces accords. Il souligne aussi que l'écriture n'est pas aussi verticale qu'on ne le pense, et l'écriture horizontale donne un contrepoint riche. Cependant, les trois sarabandes ne se ressemblent en rien les unes les autres et ne sont pas des variations autour d'une même idée, même si elles sont parentes par l'utilisation de juxtaposition des éléments, d'incises ou de parenthèses musicales. Ces formes d'écriture ne sont cependant pas spécifiques aux Sarabandes, et se retrouvent dans beaucoup d'autres œuvres du compositeur. À cela s'ajoute, comme le précise Jean-Pierre Armengaud, des incises, « des apartés où le compositeur dit « je » » et que l'on retrouve d'une sarabande à l'autre. Le tempo, donné dans le manuscrit autographe, est de  = 84 pour les première et deuxième Sarabandes,. De fait, si on prend ce tempo, cela évite les coupures, et, pour Jean-Joël Barbier, on peut plus facilement y voir la dramatisation que laisse présager la citation de Contamine de Latour, ce que ne fait pas Francis Poulenc dans son enregistrement des Sarabandes. Dans les deux premières Sarabandes, on trouve des séquences chordales rudimentaires qui appuient de façon épisodique une mélodie « récitative ». Si le style antique de la sarabande reste présent, une stylisation de la vocalité se fait jour, parfois de façon subtile au point qu'on ne s'en aperçoive pas, et qui pourrait tenir de la transfiguration du milieu des cafés littéraires montmartrois.
À tout cela s'ajoute la symbolique des pièces, et notamment la symbolique autour du chiffre trois, symbole trinitaire par excellence et qui touche à la spiritualité du compositeur. La temporalité de ces sarabandes oscille entre le temps suspendu des accords et le temps égrené par les arpèges. Pour Jean-Pierre Armengaud, la musique est un prétexte pour étudier le son pour ce qu'il est lui-même, et non pour véhiculer un quelconque message. À ce titre, il rapproche les Sarabandes du texte dont le compositeur est l'auteur dans ses Mémoires d'un amnésique :

« Tout le monde vous dira que je ne suis pas un musicien. C’est juste.
Dès le début de ma carrière, je me suis, de suite, classé parmi les phonométrographes. Mes travaux sont de la pure phonométrique. Que l’on prenne le « Fils des Étoiles » ou les « Morceaux en forme de poire », « En habit de cheval » ou les « Sarabandes », on perçoit qu’aucune idée musicale n’a présidé à la création de ces œuvres. C’est la pensée scientifique qui domine.
Du reste, j’ai plus de plaisir à mesurer un son que je n’en ai à l’entendre. »

Vincent Lajoinie relève que l'on retrouve dans les trois Sarabandes « la même construction mosaïquée, la même prédominance du vertical et les mêmes oppositions dynamiques que dans les Ogives, seulement transfigurées par la texture toute nouvelle du matériau sonore ». Le musicien remarque aussi que « l'évolution parallèle des accords semble issue directement des Ogives ». Par exemple :

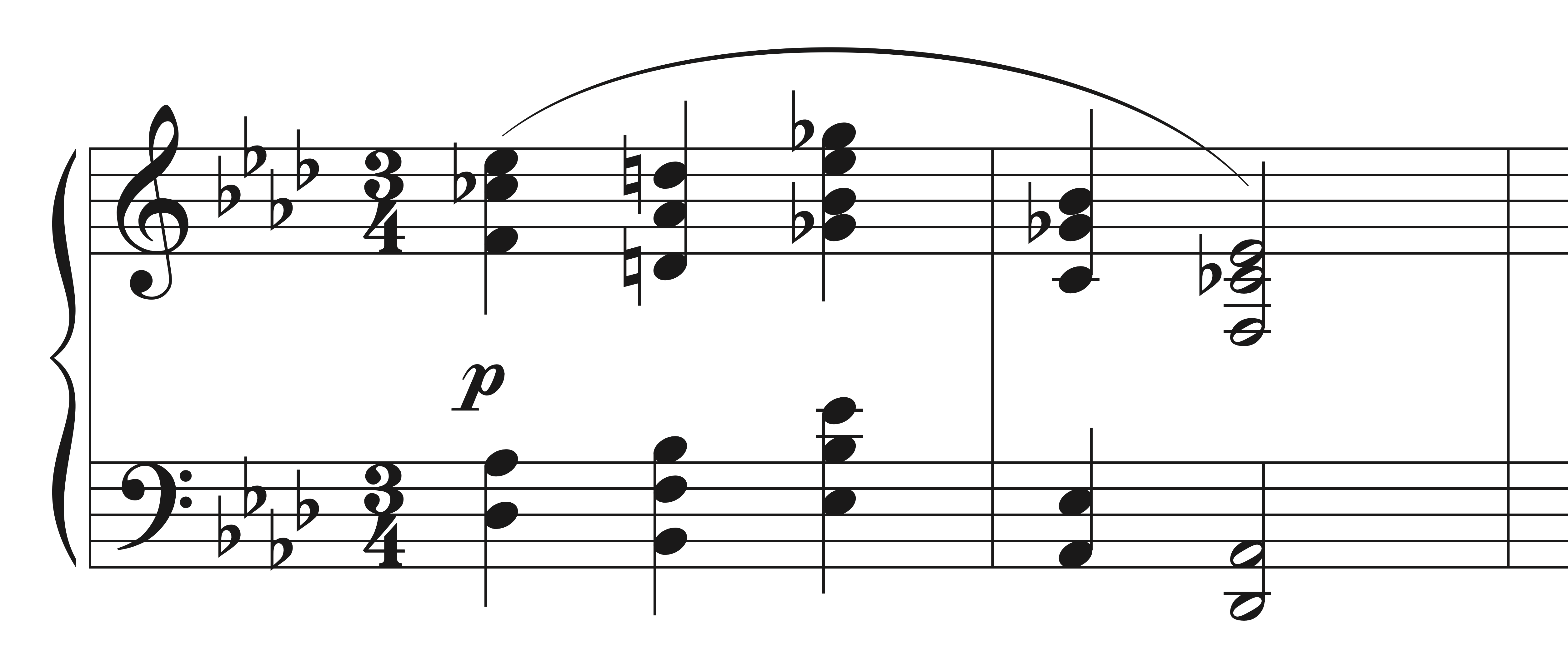
Extrait de la Première Sarabande.

Outre Chabrier, Lajoinie évoque parmi les influences de l'œuvre Ernest Chausson, citant Vladimir Jankélévitch : « Satie refuse le pessimisme métaphysique de Chausson, mais ce qui est en Chausson libérateur, inentendu, à venir, ne lui est pas étranger, et les Sarabandes sont moins éloignées des Serres Chaudes qu'on ne le pense. »
Trouvaille notable, les Sarabandes « sont bien les premières pièces à employer d'une façon aussi moderne les enchaînements d'accords de neuvième de toutes sortes, et même Pierre Boulez, pourtant adversaire déclaré de Satie, lui concède volontiers cette « invention » », souligne d'ailleurs Vincent Lajoinie.

### Analyse individuelle desSarabandes
Le cahier, d'une durée d'exécution de treize minutes trente environ, comprend trois mouvements, tous trois dans une métrique à 
 :

#### Première Sarabande
La Première Sarabande est dans une tonalité large de la bémol majeur. Elle comprend deux sections principales qui sont répétées avec très peu de variations.
Pour Jean-Pierre Armengaud, c'est une danse si lente que « le premier temps est comme une question et le troisième temps comme un soupir d'espoir, de regret ou de mécontentement »,. Le mouvement est lent au point que seule plane l'harmonie,. Il y a cependant un motif rappelant la Pavane pour une infante défunte de Maurice Ravel,. Cette sarabande présente une mélancolie et une nostalgie profondes,. Jean-Joël Barbier rapproche la Première Sarabande de la deuxième des Ogives : on retrouve à chaque fois la suite de notes la-si-ré-do-si-si-la. Cependant, si dans les Ogives, on trouve cette suite de notes, elles se retrouvent un demi-ton en dessous dans la Première Sarabande. De plus, dans la Première Sarabande, l'incipit est redoublé, on retrouve cet incipit dans le premier prélude du Fils des étoiles. Dans la Première Sarabande, le thème ainsi repris des Ogives est harmonisé totalement différemment, ainsi que découpé en deux parties, la tête se retrouvant dans la deuxième moitié de la seconde partie, et la queue l'initiant. Les différentes incises se retrouvent inversées par jeu de miroir, tandis que la dernière note de l'une commence la suivante, et dont l'inspiration peut se retrouver là aussi chez Emmanuel Chabrier. Cependant, précise Robert Orledge, le compositeur avait déjà travaillé avec des accords bien plus complexes encore dans sa mélodie Sylvie.
Pour Vincent Lajoinie, la Première Sarabande est « peut-être la plus classique de toutes ». De forme A A' B B' C, elle « recèle en matière d'exposition de rares enchaînements, qu'un Maurice Ravel ne désavouerait point ». Par exemple :

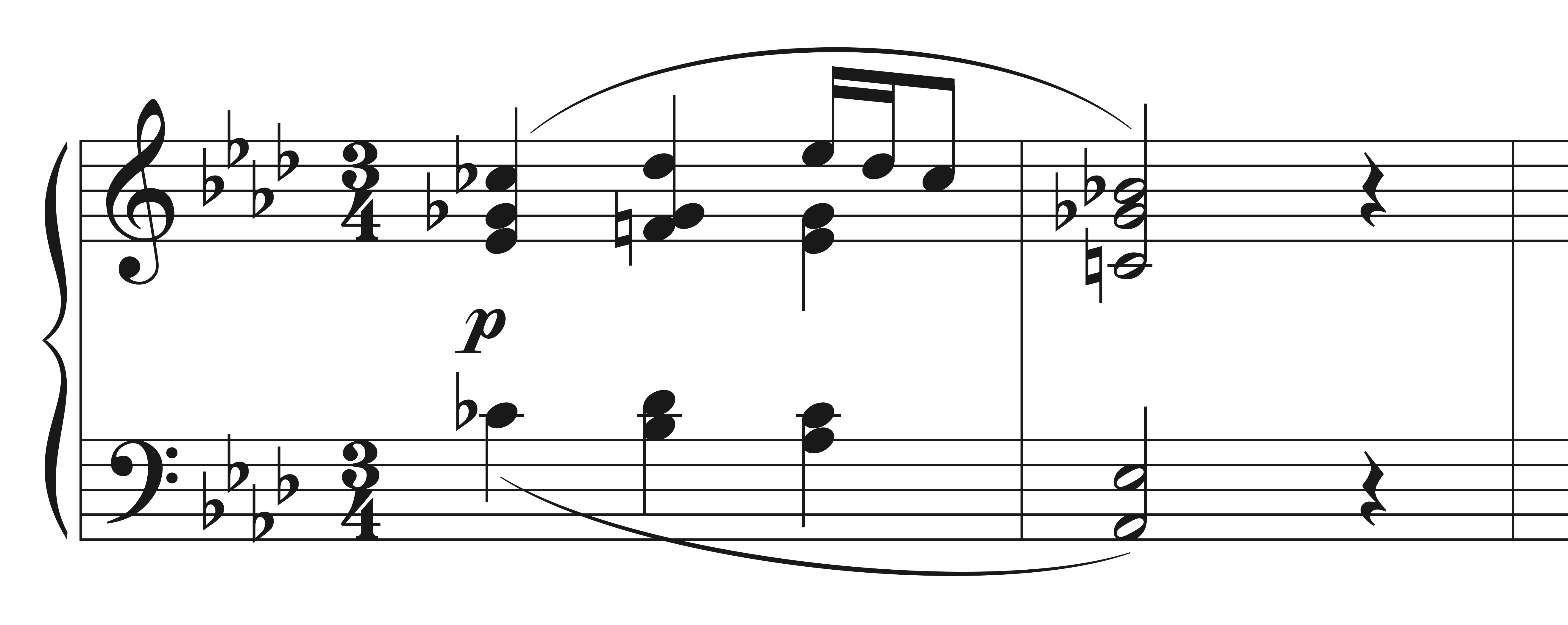
Extrait de la Première Sarabande.

#### Deuxième Sarabande

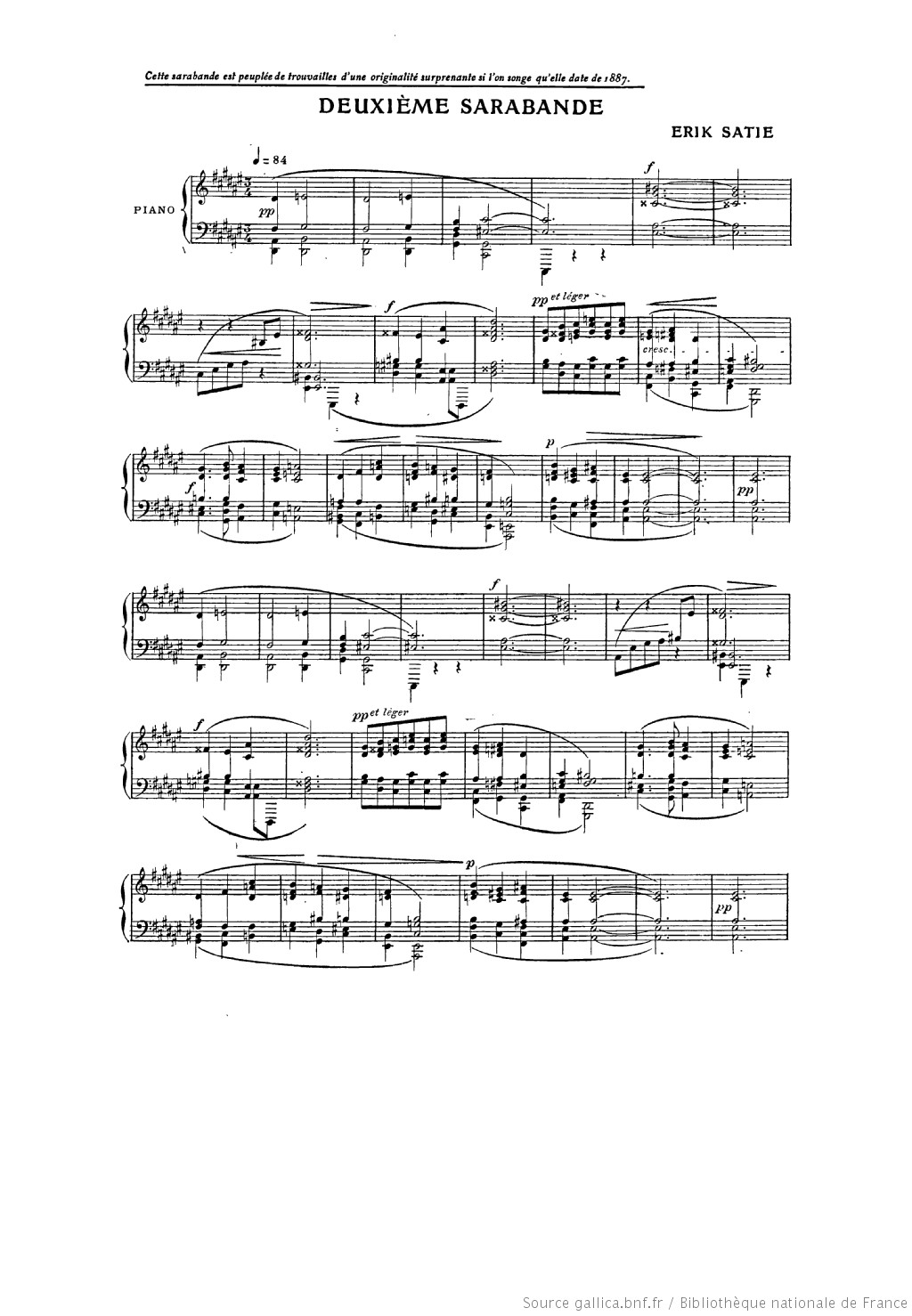
Première page de la Deuxième Sarabande dans l'édition de lAlbum Musica (avril 1911).

La Deuxième Sarabande présente une tonalité de ré dièse mineur, est dédiée à Maurice Ravel. Structurellement, elle est semblable à la Première Sarabande, mais d'un ton plus sombre et plus riche harmoniquement. Elle est plus dramatique que la précédente, et les accents ravéliens sont plus présents encore, commentés par de grands accords,. Vainement, la fin reprend le thème initial,. Pour Maxime Jacob, le thème initial de cette sarabande est dans le premier mode ecclésiastique. La Deuxième Sarabande existe en plusieurs versions de longueurs et de dynamiques légèrement différentes. Satie a dit à son éditeur Jacques Lerolle qu'elle était la version finale en 1911, avec ses erreurs de longue date maintenant enfin corrigées.
Vincent Lajoinie y relève des ruptures au sein de l'équilibre général : « un motif staccato s'y dessine dès l'introduction, en contraste total avec l'atmosphère très sostenuto de l'ensemble, et certaines cellules y apparaissent même transposées, opération qui acquiert ici une saveur toute nouvelle du fait de son caractère exceptionnel ».

#### Troisième Sarabande
Enfin, la Troisième Sarabande est en ré bémol majeur. Elle se déploie entre arpèges intemporels et accords plaqués, de nuances faibles et de silences. Elle oscille entre un rythme de barcarolle qui rappelle Gabriel Fauré et des accords arpégés et répétitifs, qui pourraient être la représentation d'une demande de sérénité à laquelle on opposerait un refus brutal. De plus, Jean-Joël Barbier rapporte les propos de Paul Collaer qui trouve, à partir de la treizième mesure, une mélodie qui sert de base à un accompagnement arpégé, bouclant sur lui-même, et où la recherche de l'unité musicale se retrouve renforcée. La souplesse de la ligne mélodique et la nature des harmonies se retrouve ensuite dans les œuvres de maturité de Gabriel Fauré. Maxime Jacob précise même que ce thème est « une gamme descendante du premier mode », rappelant les modes anciens religieux. De manière inhabituelle, la troisième sarabande n'est pas un reflet des deux autres, mais une construction plus fluide, presque chopinesque, qui correspond peut-être davantage à la désignation originale de la première sarabande en tant que « sarabande vive ».
Pour Vincent Lajoinie, elle séduit grâce à son « souci de rompre avec une certaine staticité ». Ainsi, « la trame rythmique est-elle ici bien plus diversifiée, tandis que la forme se base sur de judicieuses alternances entre larges chorals et ondoyantes arabesques, dont la tournure n'est pas sans raviver en nous quelque lointain écho du scherzo op. 39 de Chopin ». Dans l'ensemble, et notamment du fait de son intérêt mélodique, la partition constitue « la meilleure des transitions entre le verticalisme rigoureux des Ogives et les pures et charmeuses cantilènes des Gymnopédies, où l'harmonie ne sera plus, désormais, qu'une servante docile au service de la mélodie ».

## Hommages
Au nombre des influences qu'ont eues les Sarabandes, on peut citer les compositeurs modernes que sont Claude Debussy, Maurice Ravel, ou Francis Poulenc, voire, selon Jean-Pascal Vachon, jusqu'aux artistes de jazz comme Bill Evans. L'influence d'Erik Satie sur la Sarabande des Pour le piano de Claude Debussy est notamment celle de la Deuxième Sarabande selon Ornella Volta.
Dans son ouvrage à propos de Maurice Ravel, Roland-Manuel écrit : « Ce fut un émerveillement et cette anecdote est trop amusante pour n'être pas authentique, qui nous montre Maurice Ravel, à la classe d'harmonie du Conservatoire, attendant son professeur, le sympathique et inoffensif Émile Pessard, en jouant les Sarabandes et les Gymnopédies de Satie à ses camarades ébahis,. »
Le philosophe et musicologue Vladimir Jankélévitch identifie l'influence de cette « mystérieuse et harmonieuse sonorité » dans la Serre d'ennui d'Ernest Chausson, les Stances à Madame de Pompadour de Déodat de Séverac et « jusque dans les œuvres de jeunesse de Darius Milhaud, les Sept poèmes de Connaissance de l'Est op. 7 et la Suite pour piano op. 8 ».
Dans l'œuvre de Satie, « même dans le Socrate de 1918, alors que le style « vertical » est depuis longtemps liquidé, on retrouve par places ces traînées de quartes, de quintes et d'accords parfaits parallèles : les belles consonnances inexpressives et monochromes s'ouvrent sur l'infini, en longs alignements silencieux ».
En 1979, Jean Guizerix met en scène un ballet prenant appui sur les Sarabandes dans le cadre d'une « Intégrale Erik Satie ». Ce faisant, il reconsidère la décomposition en images d'un mouvement pensé par Eadweard Muybridge, et propose une suite de tableaux pour quatre danseurs. Ces derniers évoluent dans une cage composée de sept compartiments et reprennent des tableaux qui ont marqué la carrière de danseur de Jean Guizerix. On peut ainsi citer Giselle, L'Après-midi d'un faune, Le Sacre du printemps, etc. qui ont été mis en scène par des chorégraphes réputés comme Michel Fokine, George Balanchine ou même Maurice Béjart.

## Discographie
- Alessandro Simonetto (piano) et Erik Satie, Satie : Early & Esoteric Works, coll. « ÆVEA », 2016.

- Tout Satie ! Erik Satie Complete Edition, CD 3, Aldo Ciccolini (piano), Erato 0825646047963, 2015.
- Nicolas Horvath (piano), Erik Satie et Robert Orledge, Complete Piano Works, New Salabert Edition, vol.1, Grand Piano, 2014 (OCLC 1000300962). Il s'agit de la version définitive de la 2e Sarabande, « telle que Satie la présentait à son éditeur Jacques Lerolle en 1911[44] »,
- Aldo Ciccolini (piano) et Erik Satie, Tout Satie ! : Erik Satie Complete Edition, vol. 3, Erato, 2015.[43]
- Erik Satie Piano Music, Håkon Austbø (piano), Brilliant Classics 99384, 1999.
- Håkon Austbø (piano) et Erik Satie, Erik Satie Piano Music, Brilliant Classics, 1999.
- Aldo Ciccolini (piano) et Erik Satie, Pianowerken Van Erik Satie, His Master's Voice, 1976.
- Laurence Allix (piano) et Erik Satie, Selected Piano Music, Musical Heritage Society, 1975.
- John McCabe (piano) et Erik Satie, Piano Music By Erik Satie, Saga, 1974.
- Laurence Allix (piano) et Erik Satie, Satie, vol. 1, Pye Records, Ensayo, 1973.
- Aldo Ciccolini (piano) et Erik Satie, Piano Music Of Erik Satie, Australie, The Record Society, août 1971.
- Aldo Ciccolini (piano) et Erik Satie, Piano Music (Complete), La Voix de son maître, 1971.
- Frank Glazer (piano) et Erik Satie, Piano Music, vol. 2, Vox, 1968.